# 想送歌
「想送歌」（そうそうか）は、日本の音楽ユニット・Hilcrhymeのメジャー13作目（通算14作目）のシングル。

## 概要
表題曲は、テレビ朝日系ドラマ『ゆりちかへ ママからの伝言』主題歌。
初回限定盤のみ、「想送歌」のミュージック・ビデオを収録したDVDがつく。

## 収録曲
| 全作曲: TOC & DJ KATSU、全編曲: DJ KATSU。 |                          |      |                |                      |
| #                                          | タイトル                 | 作詞 | 作曲・編曲     | ストリングスアレンジ |
| 1.                                         | 「想送歌」               | TOC  | TOC & DJ KATSU | Hitoshi Konno        |
| 2.                                         | 「Welcome Back」         | TOC  | TOC & DJ KATSU |                      |
| 3.                                         | 「想送歌−KARAOKE ver.−」 |      | TOC & DJ KATSU | Hitoshi Konno        |

### 解説
1. 想送歌
2. Welcome Back
3. 想送歌−KARAOKE ver.−
表題曲のカラオケバージョン。

## 参加ミュージシャン
Hilcrhyme
- TOC：MC
- DJ KATSU：DJ

Support Musician
- 武藤良明：Guitar (#1,3)
- 今野均ストリングス：Strings (#1,3)